# Antibiotikum
Az antibiotikum olyan gyógyszer, amely az állati (illetve emberi) szervezetben megtelepedett baktériumokat elpusztítja (baktericid hatás) vagy szaporodásukat gátolja (bakteriosztatikus hatás). Ebből kifolyólag bakteriális fertőzések kezelésére vagy megelőzésére használják. Eredetileg csak azokat a vegyületeket nevezték antibiotikumoknak, melyeket valamilyen élőlény (gomba, baktérium) termelt, míg a mesterségesen előállított szereket kemoterapeutikumokként említették. Ma már minden baktériumellenes gyógyszert antibiotikumnak neveznek, ami téves leegyszerűsítés, az antibiózis fogalmának félreértésén alapul. Joggal nevezhető viszont mindkét csoport antibakteriális gyógyszernek.
A legismertebb antibiotikum a penicillin, a Penicillium notatum penészgomba terméke, amelynek baktériumölő hatását Alexander Fleming fedezte fel 1928-ban; bár már korábban is használtak kemoterapeutikumokat a bakteriális fertőzések kezelésére.
- Lásd még: ATC J01 – Szisztémás antibakteriális szerek

## Definíció
Az antibiotikum elnevezés az antibiózisból, mint különböző fajok együttélési módjából származik. Lényege, hogy az egyik faj számára az együttélés kedvezőtlen. Ide sorolható a parazitizmus és a ragadozó-zsákmány kapcsolat is. Ezt a fogalmat Paul Vuillemin vezette be 1889-ben.
Habár az antibiózis régóta ismert, az első gyógyászati célokra használt anyag a szintetikus arzfenamin volt. A szintetikusan előállított kemoterapeutikum név a szulfonamidok nagyüzemi gyártásának idejéből ered. A penicillin volt az első természetben is előforduló hatóanyag, amit baktériumok ellen vetettek be.
Ma már nemcsak gyógyszert értünk antibiotikumon, hanem ide soroljuk a különféle élőlényekben, gombákban, baktériumokban, növényekben, sőt, még állatokban és az emberi testben termelődő baktériumellenes anyagokat is. A köznyelvben azonban mégis inkább a gyógyszerként használt antibiotikumokat értik ezen a néven. Antibiotikumnak azonban csak baktérium elleni anyagokat tekintünk; a hasonló hatású szerek a protozoák elleni antiprotozoikumok, a gombák ellen az antimykotikumok, a vírusok ellen a virosztatikumok, és a férgek ellen a féreghajtó, féregűző szerek, más néven anthelminthikumok. Mindezeket a szereket összefoglaló néven fertőző betegségek gyógyszereiként ismerjük; ezek az antiinfektivumok.
Nem számítanak antibiotikumnak a fertőtlenítőszerek.

## Történetük
Az antibiotikumok története az orvostudomány fejlődésének egyik fontos fejezete.
A 20. század előtt a betegségek kezelése házi módszereken alapult. Már 2000 évvel ezelőtt leírtak fertőzések kezelésére használt mikrobaölő tulajdonságú keverékeket. Több ókori kultúrában, például Egyiptomban és a görögöknél penésszel, növényi részekkel és ezek levével kezelték a fertőzéseket. Az újabb kori laboratóriumi megfigyelések feltárták a mikrobák közötti antibiózist, és a természetes antibiotikumokat. Louis Pasteur szerint, ha ebbe be tudnánk avatkozni, akkor azzal talán az orvoslás legnagyobb reménye válna valóra.
Az antibiózis elnevezést Paul Vuillemin francia bakteriológus vezette be a korai mikrobaölő szerek hatásának leírására. Elsőként Louis Pasteur és Robert Koch írt le antibiózist, hogy a levegőből odapottyant bacilus akadályozhatja a bacillus anthracis növekedését. Selman Waksman amerikai mikrobiológus 1942-ben nevezte először ezeket a szereket antibiotikumoknak.
Bartolomeo Gosio 1893-ban mikofenolsavat izolált és kristályosított egy Penicillium penészgombából. Gosio megfigyelte, hogy az általa előállított anyag gátolja a Bacillus anthracis növekedését. Olasz nyelvű cikkei 1893-ban és 1896-ban jelentek meg, de a világ nem figyelt fel rájuk.
Szintén harminc évvel Alexander Fleming előtt Ernest Duchesne francia katonaorvos doktori értekezését egyes gombafajok baktériumpusztító hatásáról írta. Őt tartják a penészgombák mikrobaölő tulajdonságának felfedezőjének. Megfigyeléseit arra alapozta, hogy a katonai kórházban az arab lovászfiúk a nyergeket sötét és nedves helyen tartották, hogy ezzel elősegítsék azok megpenészedését. Amikor megkérdezte, miért, azt válaszolták, hogy így gyorsabban gyógyulnak azok a sebek, amiket a nyereg dörzsölt ki. Duchesne ezután beteg tengerimalacokba fecskendezte ezeket a penészgombákat, és a kísérleti állatok gyorsabban meggyógyultak.
Ezután Duchesne az Escherichia coli és a Penicillium glaucum közötti kölcsönhatást tanulmányozta. A kísérletek eredménye szerint azokból a kultúrákból, amikben mindkét faj jelen volt, a gomba kipusztította a baktériumot. A további kísérletekben ha az állatokat Penicillium glaucummal oltotta be, akkor az állatok a különben halálos adag tífuszbacilus beoltása után is egészségesek maradtak. Az általa felfedezett Penicillium notatum törzs azonban nem mutatta ezeket a tulajdonságokat.
Doktori értekezése 1897-ben jelent meg Contribution à l’étude de la concurrence vitale chez les micro-organismes: antagonisme entre les moisissures et les microbes címmel. Ez volt az első tudományos munka, ami a penészgombák terápiás hasznosításával foglalkozott. A Pasteur Intézet nem fogadta el az értekezést. Duchesne folytatni akarta a kutatásokat, de a katonai szolgálat sokat hátráltatta. Csak 5 évvel Alexander Fleming Nobel-díja után ismerte el a francia Académie de Médecine a kutatásait, amit azonban Duchesne már nem ért meg.
John Tyndall már 1875-ben írt a gombák baktériumölő tulajdonságáról. A szintetikus kemoterapeutikumok története az 1880-as években kezdődött a német Paul Ehrlichhel. Ehrlich észrevette, hogy bizonyos festékek megfestik az emberi, állati, bakteriális sejteket, míg mások nem. Ebből arra következtetett, hogy kell lenniük olyan anyagoknak, amik elpusztítják a baktériumokat, de nem ártanak a gazdatestnek. Több száz festék átvizsgálása után felfedezte az első szintetikus gyógyszernek is alkalmas szert, a Salvarsant, amit ma arzfenamin néven ismerünk. 1910-ben vezették be.
Történetileg ezt tekintik az első ismert antibiotikumnak. Hatása a spirochétákra korlátozódott, de lehetővé tette a szifilisz hatékony és veszélytelen kezelését. Azóta újabb hatóanyagok váltották le.
A következő antibiotikumot, a szulfonamidokhoz sorolt prontozilt Gerhard Domagk és társai fedezték fel 1932-ben a Bayernél. 1935-ben vezették be. Domagk ezért 1939-ben Nobel-díjban részesült. A Protonsil hatásköre kiterjedt a Gram-pozitív coccusok nagy részére, de az Enterobacteriaceae baktériumokra nem. Ez a siker másokat is kutatásra ösztönzött, és megkezdődött az antibiotikumok kora. Rene Dubos a második világháború küszöbén fedezte fel a Bacillus brevis által termelt gramicidint. Ez lett az egyik első kereskedelmi forgalomban is kapható antibiotikum, amit a sebek és a fekélyek kezelésére használtak. A háború alatt a szövetségesek és a tengelyhatalmak között megszakadt a tudományos együttműködés, és nem tudtak egymás eredményeiről.
A legismertebb antibiotikumot, a penicillint 1928-ban fedezte fel Alexander Fleming. Megfigyelte a penészgomba baktériumölő hatását, majd kivonta a hatóanyagot. Jellemezte biológiai hatásait, és azt találta, hogy alkalmas lehet gyógyszernek.
A penicillin bevezetésében az volt a fő nehézség, hogy nem lehetett kémiai módszerekkel gyártani, hanem a penészgombákra voltak rászorulva. Habár a Penicillium notatum, mai nevén P. chrysogenum hatását már évek óta ismerték, első bevetésére csak 1942-ben kerülhetett sor, mivel nehézséget okozott a megfelelő mennyiség előállítása. A háború végéig csak a szövetségesek hadserege használhatta. A tisztított penicillin széles hatókörű, erős baktériumölő volt, ami az emberre csekély hatással bírt. A szulfonamidoktól eltérően aktivitását nem csökkentette a genny sem. Hatására felélénkült a kutatás a hasonlóan széles körben használható és biztonságos szerek után. 1945-ben Ernst Chain, Howard Florey, és Alexander Fleming megosztott Nobel-díjat kapott ezért a felfedezésért. Florey elismerte Dubos úttörő munkásságát az antibakteriális anyagokkal kapcsolatban, ami a gramicidin felfedezéséhez vezetett, és újra felkeletette Florey érdeklődését a penicillin iránt.
A penicillinnel megkezdődött az antibiotikumok fénykora: sok különféle antibiotikumot fedeztek fel. Legtöbbjük természetes anyagokon alapul.
A Penicillium chrysogenum penészgomba a legnevezetesebb antibiotikumtermelő. Terméke, a penicillin neve az antibiotikumok szinonimiájává vált. Sok antibiotikumot génmódosított, rekombináns baktériumokkal termeltetnek; másik nagy csoportjukat a szemiszintetikus anyagok alkotják, amiket bevetésük előtt még vegyipari módszerekkel módosítanak. Nem ritkák azonban a teljes mértékben vegyipari módszerekkel készült termékek sem.
Az 1970-es és az 1980-as években nagy erőkkel kutattak újabb és újabb antibiotikumok után. Ma az antibiotikumok a leggyakrabban felírt gyógyszerek, világszerte 13 százalékos részesedéssel, de az ismert 8000 antibiotikus hatású anyag közül csak nyolcvanat használnak gyógyszerként.

## Főbb típusok

### Béta-laktámok
A béta-laktám szerkezetű antibiotikumok a bakteriális sejtfal peptidoglikán vázának felépítésében szerepet játszó penicillinkötő fehérjéhez kapcsolódnak, s gátolják annak működését. Baktericid hatásúak, egyaránt hatnak Gram-pozitív és -negatív baktériumokra, az intracelluláris kórokozókkal szemben azonban hatástalanok, mivel nem jutnak be az állati/emberi sejtekbe. A béta-laktámok hatása időfüggő, és felezési idejük rövid, ezért a napi dózist 3–6 részre osztva kell alkalmazni. A szervezetből többnyire a vizelettel ürülnek ki. Bakteriális rezisztencia gyakran figyelhető meg: a baktérium termelhet béta-laktamáz enzimet, amely lebontja a gyógyszert; megváltozhat a penicillinkötő fehérje szerkezete, s így az antibiotikum nem tud hozzá kötődni; valamint megváltozhat a sejtfal szerkezete, s így a béta-laktám nem tud rajta áthatolni.

#### Penicillinek
A penicillinek a legrégebb óta használt antibiotikumok, melyek ma is fontos szerepet játszanak a terápiában. Kémiai szerkezetüket tekintve β-laktámok. A baktériumok sejtfalszintézisét gátolva ölik meg a baktériumokat azáltal, hogy hozzákötődnek a bakteriális transzpeptidáz enzimhez, ezzel meggátolják a sejtfalban található peptidoglikán kialakulását. Ez ellen számos baktérium képessé vált védekezni, például azzal, hogy olyan enzimeket (β-laktamáz) termelnek, amik elbontják a B-laktám gyűrűt, ezáltal hatástalanítják az antibiotikumot. Atoxikus, de nem mellékhatásmentes csoport. Leggyakoribb nemkívánatos hatás a különböző allergiás reakciók. Ilyenkor a beteg az összes β-laktám szerkezetű antibiotikumra allergiás lesz, a reakció súlyossága azonban különböző lehet. A klasszikus penicillinek számítanak a legerősebb allergéneknek, melyek az arra érzékeny egyénekben akár anafilaxiás sokkot is kiválthatnak. Számos vegyület tartozik ide:
- Amoxicillin
- Ampicillin
- Azlocillin
- Bacampicillin
- Benzilpenicillin
- Karbenicillin
- Carindacillin
- Mezlocillin
- Oxacillin
- Penamecillin
- Phenoximetilpenicillin

#### Cefalosporinok
A pencillinhez hasonlóan a cefalosporinok is β-laktám antibiotikumok, hatásmechanizmusok is hasonló: szintén a sejtfal szintézisét gátolják azáltal, hogy kötődnek a transzpeptidázhoz. Ezzel baktericid hatást fejtenek ki, elölik a rájuk érzékeny baktériumokat. kevésbé érzékenyek a hagyományos β-laktamázokkal (pl. penicillinázzal) szemben, azonban számos baktérium képes elbontani őket un. ESBL segítségével (angol: Extended spectrum β-lactamase). Szintén atoxikusak, allergia azonban velük szemben is kialakulhat.
- Cefaklór
- Cefalexin
- Cefamandol
- Cefazolin
- Cefetamet
- Cefoperazon
- Cefotaxim
- Cefoxitin
- Cefuroxim
- Ceftarolin
- Ceftazidim
- Ceftibuten
- Ceftriaxon
- Cefizoxim

#### Karbapenémek
Szintén β-laktám antibiotikumok. Hatásuk baktericid, melyet a sejtfal szintézis gátlásával fejtenek ki. Nagy előnyük a széles hatásspektrumuk, és az ESBL-lel szembeni ellenálló képességük. Sajnálatos módon egyes baktériumok még hatásosabb β-laktamázokat termelnek.(MBL, metallo-β-laktamáz) Ezekkel szemben a karbapenémek is hatástalanok. Atoxikusak, allergiás reakciókat viszont kiválthatnak.
- Imipeném
- Meropeném

### Glikopeptidek
A glikopeptid antibiotikumok szintén a bakteriális sejtfal képződését gátolják. Csak Gram-pozitív baktériumokra hatnak, hatásuk időfüggő, baktericid. A bélcsatornából nem szívódnak fel. A szervezetből a vizelettel ürülnek. Bakteriális rezisztencia a kötőhely megváltozásával alakulhat ki. E vegyületcsoport tagjai:
- Teikoplanin
- Vankomicin

### Aminoglikozidok
Prokarióta sejt 30S riboszómaalegységének S12 fehérjéjéhez kapcsolódva gátolják a szintéziskezdő N-formil-metionin kötését. A fehérjeszintézis során zavarják az elongációt.
- Amikacin
- Gentamicin
- Netilmicin
- Sztreptomicin
- Tobramicin
- Neomicin

### Makrolidok
- Azithromycin
- Clarithromycin
- Klindamicin
- Eritromicin
- Josamycin
- Roxitromicin
- Spiramicin

### Tetraciklinek
- Doxycycline
- Klórtetraciklin
- Limeciklin
- Metaciklin
- Oxitetraciklin
- Tetraciklin
- Minocycline
- Rolitetracycline
- Penimepicycline
- Clomocycline

### Amfenikol
- Kloramfenikol

### Szulfonamidok[20]
- Sulfametoxazol
- Sulfadimidin
- Sulfaguanidin
- Metronidazol

### Kinolonok
DNS giráz gátlással a nukleinsav szintézist megakadalyozza a kórokozóban.  Hatásos salmonella, shigella okozta gastroenterális fertozesben, illetve clamidia pneumoniae, mycoplasma pneumoniae okozta atípusos tüdőgyulladásban. Gyermekeknek nem szabad adni, mivel csontfejlődési rendellenesseget okoz, komplexet képez a vas-, magnezium- és kalcium ionokkal. 
- Ciprofloxacin
- Nalidixsav
- Norfloxacin
- Ofloxacin
- Perfloxacin
- Nitrofurantoin
- Levofloxacin
- Gatifloxacin
- Moxifloxacin

### Antituberkulotikumok
Az antituberkulotikumok alatt a tuberkulózis kezelésére alkalmas gyógyszereket értjük. Ezeket a gyógyszereket kombinációban alkalmazzuk, hogy mind a gyorsan szaporodó mikobaktériumokat, mind a perzisztáló, makrofágokban lassan szaporodó baktériumokat is megöljük. Az első hatásos szer a PAS volt, majd ezt követte a Streptomycin. Azóta kisebb mellékhatással bíró és hatásosabb antituberculotikumokat fejlesztettek ki, és a fejlesztőmunka ma is tart.
- PAS
- Sztreptomicin
- Ethambutol (EMB)
- Izoniazid (INH)
- Pyrazinamid
- Rifampin

Az antituberkukotimok mindig kombinációban használatosak a gümőkór kezelésére.

## Használatuk módja
A legtöbb antibiotikumot szájon át alkalmazzák. Súlyosabb esetekben vénásan is beadhatják őket. Egyes fajtáikat inkább helyileg használják, kenőcsként vagy szemcseppként.

## Lehetséges problémák

### Mellékhatások
Általában az antibiotikumok széles körben alkalmazhatók, a mellékhatások ritkák. Az új szereket a mellékhatásokra nézve is megvizsgálják bevezetésük előtt. A mellékhatások az enyhétől a súlyosig terjednek; erősségük függ a szertől, a kórokozótól és a beteg személyes érzékenységétől. A tesztek ellenére az új szerek mellékhatásait nem ismerhetjük olyan jól, mint a régóta alkalmazottakét.
A leggyakoribb mellékhatások az allergiák, láz, a bélflóra károsodása, gombás fertőzés, hasmenés, néha bélgyulladás. A sok faj ellen hatékony antibiotikumok akár teljesen tönkre is tehetik a bélflórát, ami életveszélyes fertőződéshez vezethet a Clostridium difficile nevű bacilussal. A hüvelyflóra pusztulása miatt a candida gombák vehetik át az uralmat a hüvelyben és a hozzá kapcsolódó szervekben.
A szervi mérgezések ritkák. A gentamicin vese- és halláskárosodást okoz. Néhány antibiotikum olyan erős mellékhatásokat mutat, hogy csak helyileg vetik be őket; ilyen például a bacitracin vagy a colistin. Néhány betegség esetén, például szifilisz vagy borrelózis esetén az elpusztult baktériumok méreganyagai elárasztják a szervezetet, és mérgezéses tüneteket okoznak.

### Kölcsönhatások
Az antibiotikumok hatása egyes szerek használata esetén megváltozhat, erősödhet, gyengülhet, több és újabb mellékhatás fordulhat elő.
Egyes antibiotikumok nagyban felerősítik a koffein hatását, szívdobogás, szédülés, fejfájás jelentkezhet.
A kalcium a gyomorban reakcióba lép egyes antibiotikumokkal, és nehezen oldható vegyületeket képez velük, ezzel rontja a hatásukat, mivel ez megnehezíti a felszívódásukat. Ezek közé tartoznak a ciprofloxacin, a norfloxacin és a doxycyclin, míg más antibiotikumok, mint a penicillin és az erythromycin esetén nem észleltek ilyen hatást.
A legismertebb az alkohollal való kölcsönhatás. A közhit szerint semmilyen antibiotikumra nem szabad alkoholt inni. Az angol NHS nem tartja tanácsosnak az alkoholfogyasztást a kezelés alatt, bár a legtöbb gyógyszer mellett nem zár egy kis mennyiségű alkoholt. A teljes tilalmat csak bizonyos szerek mellett tartja fenn a mellékhatások miatt.
A metronidazol, a tinidazol, a cephamandol, a latamoxef, a cefoperazon, a cefmenoxim, és a furazolidon reakcióba lép az alkohollal, ezzel akadályozza annak lebontását. Ez légszomjat, hányingert, hányást idéz elő. Megfordítva, az alkohol is megváltoztathatja az antibiotikumok lebontásának sebességét.
Például a doxycyclin és az erythromycin hatékonysága csökken.
A legtöbb tanulmány szerint a fogamzásgátlók lényegében nem változtatják meg az antibiotikumok hatását. Egyes vélemények szerint azonban az antibiotikumok rontják a fogamzásgátlók hatékonyságát. Egyes feltételezések szerint a bélflórában okozott pusztítás miatt nehezebben szívódnak fel a hormonok, mások szerint a máj enzimjei válnak aktívabbá, és ezért bomlanak le gyorsabban a fogamzásgátló hormonjai. A gyakorló orvosok szerint ezért a terápia alatt meg kell növelni a fogamzásgátló adagját a kezelés alatt.

### Allergia
Mint a legtöbb anyagra, az egyes antibiotikumokra és hatóanyagukra allergia, illetve érzékenység alakulhat ki.
A penicillinre allergiások vagy penicillinre érzékenyeknek mesterségesen szintetizált penicillin hatású antibiotikumot állítanak elő. Az allergia tünete a rózsás és száradt bőr, ami egy idő múlva lehámlik. A penicillinérzékenység émelygéssel és hányingerrel is jár.

### Rezisztencia

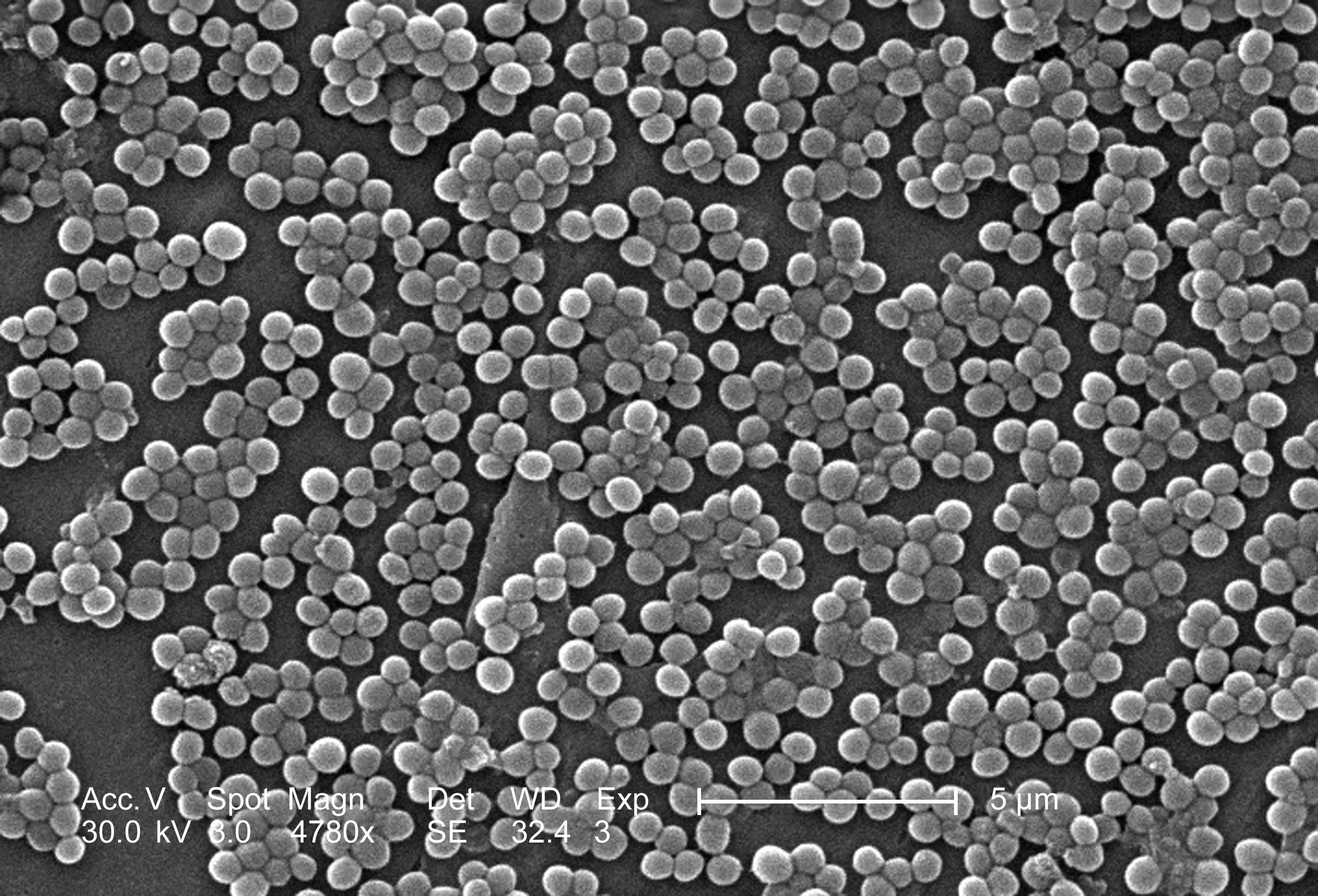
Methicillin-ellenálló Staphylococcus aureus baktériumok pásztázó elektronmikroszkópos képe

Antibiotikum-ellenálláson egyes baktériumtörzsek azon képességét értik, hogy ellenállnak bizonyos antibiotikumoknak. Ez az ellenállás lehet fajra jellemző, vagy szerzett. Sok antibiotikumot baktériumok termelnek, hogy távol tartsák maguktól a konkurens fajokat; ezekre ők maguk rezisztensek. A szerzett antibiotikum-ellenállás azt eredményezi, hogy a korábban hatékony antibiotikumok már nem gátolják az adott törzs terjeszkedését, vagy nem irtják ki az adott törzset.
A rezisztens fajok és törzsek egyre nehezebbé teszik egyes régebben jól kezelhető betegségek gyógyítását.
2005-ben három millióan olyan Staphylococcus aureus baktériumokkal fertőződtek meg Európában, melyek minden β-laktám alapú antibiotikummal szemben ellenállók voltak. 50 ezren meg is haltak. A multirezisztens tuberkulózis már évente több, mint fél millió új megbetegedésért felelősek. Egy multidrog rezisztenciát eredményező enzim a NDM-1, ami a béta-laktámok széles köre ellen véd. Az angol Health Protection Agency szerint a legtöbb NDM-1-gyel rendelkező baktérium majdnem minden intravénásan adható antibiotikummal szemben ellenálló.
Mutáció útján jön létre, és az antibiotikumok által kifejtett szelekciós nyomás miatt nő meg a gyakorisága. Az érzékeny baktériumok növekedését akadályozzák az antibiotikumok, az ellenállókét nem, így egyetlen ellenálló baktérium utódai is túlszaporodhatják a többieket. Ráadásul a rezisztenciagének baktériumok közötti génátadással is terjedhetnek. 1943-ban a Luria–Delbrück kísérlet megmutatta az eleve meglevő rezisztencia terjedését. Az ellenállóképességnek azonban hátrányai is vannak, amik akadályozzák a rezisztens baktériumok növekedését, így az érzékeny baktériumok kerülnek előtérbe, ha nincsenek jelen antibiotikumok, de felléphetnek újabb mutációk, amik kiküszöbölik ezt a hátrányt. Egyes esetekben egyetlen mutáció több típusú antibiotikum ellen is véd; ez a keresztrezisztencia.
Az ellenállóképességnek többféle biokémiai módja van, például áttérés egy másik anyagcsereútra, ami nélkülözhetővé teszi a célpontot. Terjedhet kromoszómán kívüli örökítőanyagokkal, plazmidokkal is. A géneket bakteriofágok is szállíthatják. A horizontális génterjedés fajok között is lehetséges, így egy antibiotikumot termelő faj rezisztenciagénjét más fajhoz tartozó baktériumok is megkaphatják.
Folyamatos kutatások folynak újabb antibiotikumok kifejlesztésére a multirezisztens törzsek ellen.

## Állattenyésztés
Az antibiotikumok egyik fő felhasználási területe az állattenyésztés. Részben gyógyszerként, részben táplálékkiegészítőként a teljesítmény és a növekedés fokozására. Ezek az utóbbi felhasználások vitatottak, és az Európai Unió 2006-tól be is tiltotta az antibiotikumok használatát táplálékkiegészítőként a teljesítmény és a növekedés fokozására, de például az Amerikai Egyesült Államokban az antibiotikumok 70%-a az állatok súlygyarapodását szolgálja, habár több szervezet, például az The American Society for Microbiology (ASM), American Public Health Association (APHA) és az American Medical Association (AMA) is tiltakozik ez ellen a gyakorlat ellen. Azonban a szabályozást nehéz megszigorítani, mivel a gyógyszergyártók és a farmerek érdeksérelméhez vezetne.
Ha egy állat megbetegszik, akkor az adott istálló, részleg összes állatát be kell gyógyszerezni, akár a már meglevő fertőzés kezelésére, akár annak megelőzésére. Ez a metafilaxis erős szelekciós nyomást gyakorol a jelen levő törzsekre: csak a kisszámú rezisztens baktérium élhet túl, az összes érzékeny mikroorganizmus elpusztul. Ha az állatok vagy az emberek immunrendszere nem pusztítja el az összeset, akkor a túlélők egy újabb rezisztens törzset alkotnak. Ezután más szervezetekre ráterjedve súlyosabb lefutású, nehezen kezelhető betegséget okoznak. A sertés- és a szárnyastelepek dolgozói a legveszélyeztetettebbek. Az Amerikai Egyesült Államokban legalább annyi antibiotikumot adnak az állatoknak, mint az embereknek. A különféle nagyüzemekben egyre gyakrabban mutatnak ki ellenálló Salmonella sp., és Escherichia coli törzseket.

## Egyéb felhasználási területek
A molekuláris biológiában az antibiotikumok szelekciós eszközök. Klónozáskor az antibiotikum-ellenállást ismertetőjelként alkalmazzák ahhoz, hogy megtudják, hogy egy gén sikeresen beépült-e a baktériumokba. A beépítendő gént és a rezisztenciagént közös plazmidra teszik, majd a baktériumokat olyan táptalajra telepítik, ami tartalmazza az adott antibiotikumot. Ezzel a plazmid későbbi elvesztése is kiszűrhető, mivel a plazmid nélküli baktériumok elpusztulnak.

## Ellentmondásos alkalmazások
Az orvosok elutasítják, hogy az állatoknál teljesítményfokozásra és betegségmegelőzésre használjanak antibiotikumokat. Vírusos betegségek esetén, ha nincs baktériumos társfertőzés, az antibiotikumok használata értelmetlen, mivel a vírusok ellen hatástalanok, ugyanakkor hozzájárul a baktériumok antibiotikum-ellenállásának kifejlődéséhez. Hasonlóan káros az öngyógyszerezés, vagy az, ha a beteg mondja meg az orvosnak, hogy milyen gyógyszert írjon fel. A kórházakban az antibiotikumok nem megfelelő használata ellenálló törzsek és fajok kialakulását eredményezte. Emiatt antibiotikumos kezelést csak egyedi elbírálás alapján meghozott felelős döntés szerint szabad csak végezni.
Ide tartozik az is, hogy az antibiotikumokat utazóknál is alkalmazzák megelőzési céllal, és hogy az orvosok nem veszik figyelembe a beteg testsúlyát és előtörténetét receptíráskor. Szintén hiba, hogy nem szedik végig a gyógyszert a teljes gyógyulásig, vagy nem tartják be az adagolási szabályokat. Egy kutatás szerint az orvosok többször írtak fel antibiotikumot légzőszervi betegségekre, ha a betegek azt várták tőlük. Több tényezőt figyelembe véve lehet segíteni mind az orvosoknak, mind a betegeknek, hogy kevesebb antibiotikumot fogyasszanak.
Az intenzív állattartásban használt antibiotikumok és az általuk kitenyésztett rezisztens baktériumok közvetlenül a természetbe jutnak. Az újabb kutatások szerint megnőtt a természetben előforduló multireztisztens baktériumok száma. A baktériumok főként az ürülékkel szennyezett vizek útján kerülhetnek vissza az emberhez. A kutatók azt szeretnék, hogy minél kevesebb antibiotikumot használjanak az állattenyésztésben.
Több szervezet is céljának tekinti a fölös antibiotikumhasználat kiküszöbölését. Ilyenek az Amerikai Egyesült Államokban a U.S. Interagency Task Force on Antimicrobial Resistance, ami egyedi esetekkel foglalkozik, és az ellenőrzéseket végző Centers for Disease Control and Prevention (CDC), Food and Drug Administration (FDA) és National Institutes of Health (NIH).
Egy civil szervezet, a Keep Antibiotics Working is ezzel a céllal jött létre. Franciaországban 2002-ben egy kormányzati kampány eredményesen foglalkozott az üggyel; főleg a gyerekeknek fölöslegesen felírt antibiotikumok mennyisége csökkent.

## Fejlesztésük
A piacra kerülő új antibiotikumok száma évről évre csökken. A terjedő antibiotikum-ellenállás tehető ezért felelőssé. A már évek óta ismert Gram-pozitív baktériumok (meticillin-rezisztens Staphylococcus aureus[[[MRSA]]], Vancomycin-rezisztens Staphylococcus aureus [VRSA], Vancomycin-rezisztens Enterococcusok [VRE]) mellett a Gram-negatív baktériumoknál is megfigyeltek rezisztenciát a β-laktám-antibiotikumok ellen. Különösen nagy problémát jelent a TBC-t okozó mykobaktériumok multirezisztenciája. A világszerte megnőtt mobilitás az antibiotikum-ellenállás terjedésének is kedvez.
A már évtizedek óta ismert hatásmechanizmusú típusok mellett újabb pontot támadó anyagokat is fejlesztenek. Az eddigi célpontok (sejtfalszintézis, riboszómális fehérjeszintézis, folsavszintézis, DNS-replikáció) mellett támadhatók még
- az aminosavak szintézisében részt vevő fehérjék
- a bakteriális zsírsavszintézis
- a gazda és a kórokozó közötti kapcsolatot fenntartó fehérjék
- azok a fehérjék, amik lehetővé teszik, hogy a baktériumok elrejtőzzenek a gazdaszervezetben
- a baktériumok közötti kommunikációban részt vevő anyagok a lepedékképzés megakadályozására

és ezek a célpontok egyre fontosabbá válnak. Szintén egyre fontosabbá válik a baktériumok génjeinek és ökológiai szerepének kutatása. A rezisztencia terjedését van hivatva megakadályozni egy újabb elképzelés, hogy a kórokozókat elég gátolni, akadályozni ahelyett, hogy elpusztítanánk őket.
Részben ezeket az új gondolatokat követik a közelmúltban tesztelt ígéretes jelöltek: a gombákban, állatokban és növényekben elterjedt defenzinből származó plektazin, ami nemcsak a sejtfalszintézist zavarja, hanem a gazda immunrendszerét is támogatja. A Streptomyces platensis nevű talajbaktériumból kivont platenzimicin és platencin, amik szelektíven gátolják a bakteriális lipidszintézist. A myxopyronin, corallopyronin és a ripostatin, amik az RNS-polimerázt gátolják. Az MTAN-gátlók, amik egyes baktériumok sejtsűrűségbecslését, ezáltal kommunikációját és biofilmek képzését akadályozzák. A Clostridium cellulolyticum által termelt kéngazdag clostioamid, ami szokatlan felépítése miatt multirezisztens baktériumok ellen is bevethető. A PT70 triklozán-származék, ami a mykobaktériumok mikolsavszintézisét gátolja.
Az antibiotikumoknak ellenálló baktériumok ellen speciális vírusok, a bakteriofágok, rövidebb nevükön fágok is bevethetők. Ezek a vírusok kizárólag baktériumsejteket támadnak meg. Több gyógyszergyártó is foglalkozik ezzel a lehetőséggel.
A nemrég felfedezett acyldepsipeptidek (ADEPs) még az alapkutatásnál tartanak. Az eddigi antibiotikumokkal szemben nem gátolják a baktériumok anyagcseréjének folyamatát, hanem az ellenőrző mechanizmusokat iktatják ki. Célpontjuk a ClpP-proteáz, ami fehérjéket darabol. Normális esetben ez a fehérje a hibás fehérjék újrahasznosításának szigorúan szabályozott folyamatában vesz részt. Ha elszabadul, akkor az enzim a jól működő, a sejt anyagcseréjében létfontosságú fehérjéket kezdi pusztítani, köztük az osztódáshoz szükséges FtsZ-proteint. Enélkül a baktérium nem tud szaporodni, és előbb-utóbb elpusztul. A kutatók remélik, hogy az új mechanizmus széles körben hasznos lesz, és a multirezisztenciát is megkerüli majd.

## Alternatív módszerek
A rezisztens baktériumtörzsek számának növekedése újabb módszerek kifejlesztéséhez vezetett.

### Rezisztencia elleni eszközök
Az antibiotikum-ellenállás leküzdésének egyik módja a rezisztencia eltüntetése, például az antibiotikumokat a sejten kívülre pumpáló mechanizmus akadályozása. Főbb célpontok:
- a Phe-Arg-β-naftilamid, ami a sejten kívülre pumpálást korlátozza[66]
- a β-laktamáz inhibitorok, mint a clavulansav és a sulbactam

A multirezisztencia is támadható így.
Az anyagcserét élénkítő vegyületek, mint például a cukor, szintén segíthetnek bizonyos fajta rezisztens baktériumok kiirtásában épp azáltal, hogy az anyagcserét élénkítik.

### Fágterápia
A fágterápia baktériumokat támadó vírusokat, bakteriofágokat használ. A fágok gyakoriak azokon a helyeken, ahol sok baktérium él együtt, például az óceánban, a talajban vagy a belekben. Fágterápiával az 1920-as és az 1930-as években kísérleteztek Európában és Észak-Amerikában, de csak kevés számú kísérleti adat áll rendelkezésre. Ennyiből lehetetlen megbecsülni a hatékonyságát. A legtöbb kísérletet a Szovjetunióban és Grúziában végezték.
A rezisztens baktériumok terjedése újra felkeltette az érdeklődést a bakteriofágok iránt.
Egyetemek, cégek és alapítványok világszerte végeznek kutatásokat ebben a témában. A vírusok genetikai tervezése is szóba került, ami behatárolta a fágterápia bizonyos aspektusait.

### Bakteriocinek
A bakteriocinek polipeptidek, amik a kis molekulájú antibiotikumokhoz nyújtanak alternatívát. A kisebb bakteriocinek, mint a microcinek és a lantibiotikumok a klasszikus kis molekulájú antibiotikumokra hasonlítanak, míg a colicin-szerűek hatóköre szűkebb, és használatuk molekuláris diagnosztikát igényel. Gyorsabban és egyszerűbben szerkeszthetők, mint a klasszikus antibiotikumok, de nagy méretük akadályozza transzportjukat a sejtmembránon át és az emberi testben. Éppen ezért helyileg vagy belgyógyászati célokra használják őket.

### Kelátképzés
A kelátok olyan speciális fémkomplexek, ahol a kelátképző molekula a központi fématomhoz több ponton kapcsolódik, un. többfogú ligandum. A többszörös koordinatív kötés olyan erősen 'fogja' a fémiont, hogy az így nem tud mással reakcióba lépni. Kelátkomplex képzésével tehát korlátozhatjuk a baktériumok hozzáférését a különféle esszenciális ásványi anyagokhoz, például a vashoz. Egyes baktériumok képesek újrahasznosítani a vasat az emberi testben, ezért speciálisan a kórokozók hozzáférését próbálják akadályozni.

### Oltóanyagok
Az oltóanyagok tartalmazhatnak élő, de legyengített baktériumokat, vagy jellegzetes komponenseiket, fehérjéket, poliszacharidokat, deaktivált toxinokat. Az oltás célja, hogy az immunrendszer megismerje az illető baktériumtörzset, és a későbbi fertőzések során már ismerősként reagáljon rá, így könnyebben leküzdhesse: aktiválja a makrofágokat, antitesteket termeltet, gyulladást és más immunreakciókat váltson ki. Az oltások sokat segítettek a baktériumok elleni harcban.

### Bioterápia
A bioterápia a fágterápia általánosításának tekinthető. Különféle élőlényeket, egysejtűeket
és lárvaterápiaát használ a baktériumok elpusztítására vagy megtelepedésük megelőzésére.

### Probiotikumok
A probiotikumok élő baktériumkultúrát tartalmaznak. A kultúra szimbionta baktériumokból áll, amik versengenek a kórokozókkal.

### Gazdavédő peptidek
A módszer célja a természetes fertőzés ellen termelt anyagok, például a kationos mikroba ellenes peptidek (HDP-k) többfunkciós tulajdonságainak bővítése.

### Antimikrobiális álcák
Mikrobaellenes felületeket használnak fertőtlenítésre, felületvédelemre és öntisztuló képesség kialakítására.

### Antimikroobiális rézötvözetek
Egyes rézötvözetek természetes baktériumölő tulajdonsággal bírnak. A United States Environmental Protection Agency 355 különféle baktériumölő rézötvözet regisztrációját javasolta, amik legfeljebb két órás érintkezéssel elpusztítják ezeket a baktériumokat: E. coli O157:H7, meticillin-rezisztens Staphylococcus aureus (MRSA), Staphylococcus, Enterobacter aerogenes, és Pseudomonas aeruginosa. A rendszeres tisztítás, takarítás mellett ezeket is rendszeresítették a metróban és az egészségügyi intézményekben.